# Túbás
Túbás (arabsky طوباس‎) je město na Západním břehu Jordánu v governorátu Túbás, jehož je hlavním městem. Je spravováno vládou Státu Palestina. Nachází se 21 km severovýchodně od Náblusu a pár kilometrů západně od řeky Jordán. Město je identifikováno se starověkým městem Tebes, které se vzbouřilo proti králi Abímelechovi, ale moderní město bylo založeno až v 19. století arabskými kmeny žijícími v údolí Jordánu. Palestinská autonomie (resp. Stát Palestina) město kontroluje od roku 1995, kdy jí byla předána správa Izraelem.